# Сан-Паоло-д’Аргон
Сан-Паоло-д’Аргон (итал. San Paolo d'Argon) — коммуна в Италии, располагается в регионе Ломбардия, в провинции Бергамо.
Население составляет 5309 человек (2008), плотность населения составляет 1033 чел./км². Занимает площадь 5 км². Почтовый индекс — 24060. Телефонный код — 035.
Покровителями коммуны почитаются святой Мавр, празднование 15 января

## Демография
Динамика населения:

## Администрация коммуны
- Официальный сайт: http://www.comune.sanpaolodargon.bg.it/